# Думпис, Макс Францевич
Макс Францевич (Фрицевич) Думпис (Думбис, Думпеис) (1893, Курляндская губерния — 19 февраля 1938, «полигон Коммунарка») — советский военачальник, востоковед, дипломат, разведчик и геофизик. Генеральный консул РСФСР в Тебризе (Иран), генеральный консул СССР в Мазари-Шарифе (Афганистан) и Кашгаре (Китай), резидент советской разведки в Мазари-Шерифе, и. о. ректора Московского Горного института, старший научный сотрудник АН СССР по Группе технической физики. Кавалер ордена Красного Знамени (1923).

## Биография
Родился в Курляндской губернии. Учился на политехнических курсах в Риге (1912-15). Во время первой мировой войны курсант Гатчинской военной школы, где получил звание унтер-офицера. Воевал в 4-м латышском полку. Член РСДРП(б) с февраля 1917 г. В 1918 году был назначен московским губернским военным комиссаром. С 1919 года работал в Латвии: член РВС Латармии и Рижского ревкома, военком оперативного управления Штаба Западного фронта. В 1920-21 гг. командовал 10-й и 170-й бригадами на Польском фронте.

Во второй половине 1921 года отозван из армии и направлен на работу в Народный комиссариат иностранных дел. С сентября 1921 г. по январь 1923 года — генеральный консул РСФСР в Тебризе (Персия). Занимал эту должность во времена активной борьбы за власть в Иране, в которой принимал посильное участие:
«В начале февраля 1922 года в Тебризе началось восстание жандармов в главе с майором Лахути, присутствовавшим в своё время в Баку на Съезде народов Востока. Восставшие потребовали изгнания из Ирана англичан, смещения Реза-хана с поста военного министра. … Но когда жандармы разбили казачьи части и взяли город, то коммунисты решили примкнуть к движению и взять руководство им в свои руки. Консул РСФСР в Тебризе Думбис, очевидно на свой страх и риск, дал согласие на присоединение коммунистов к восстанию и пообещал им помощь военным снаряжением». 
Впоследствии написал несколько работ о национальных меньшинствах Ирана, которые до сих пор цитируются.
В феврале 1923 г. — июне 1925 г. возглавлял генеральное консульство СССР в Мазари-Шерифе (Афганистан). Во время нахождения на этом посту в 1924 году активно помогал экспедиции академика Н. И. Вавилова, который очень тепло отзывался о нём в письме академику С. Ф. Ольденбургу. Сотрудничество с Вавиловым продолжалось и позже — в 1927 г. М. Ф. Думпис прислал академику богатый материал семян хлопка и льна, собранный им в Кашгарии. Позже этот материал был высеян на южных опытных станциях ИПБиНК и растения были внимательно изучены академиком перед путешествием в Синьцзян вместе с ботаником М. Г. Поповым в июне-августе 1929 г.
Находясь на должности консула в Мазари-Шарифе, принял предложение стать резидентом советской разведки, исходившее от кадрового работника Иностранного отдела (ИНО) ОГПУ Г. С. Агабекова, работавшего в Афганистане под прикрытием должности помощника заведующего бюро печати Полпредства СССР в Кабуле. Ставший невозвращенцем Агабеков утверждал в своих мемуарах, вышедших в Берлине, что Думпис никакой разведывательной деятельности не проводил, а «исключительно занимался потреблением кокаина».
«Я сообщил об этом Старку, и он обещал принять меры к замене Думписа другим лицом. Действительно, спустя месяц после нашего прибытия, Думписа отозвали в Москву» — утверждает Г. С. Агабеков. Это утверждение, однако, плохо согласуется с дальнейшими событиями и заставляет подозревать оговор и сведение счётов, так как после Мазари-Шарифа Думпис не только не понёс никакого наказания, но и получил назначение на пост генерального консула в Кашгарии. А эта должность, в отличие от только что основанного консульства в Мазари-Шарифе, всегда считалась одной из ключевых в Центральной Азии — ещё с дореволюционных времён.
Во времена нахождения М. Ф. Думписа на посту генерального консула СССР в Кашгаре (июль 1925 — март 1928) наибольшую известность получила его деятельность по участию в Центрально-Азиатской экспедиции Николая Рериха. Советский консул активно помогал экспедиции, несмотря на то, что никто из её участников не был советским гражданином. Думпис ведёт активную переписку с Николаем Рерихом, пересылает в Москву все его письма и лично встречается с губернатором Во Инем и добивается от него твёрдого обещания освободить путешественников из-под стражи. Первым, кому нанёс визит добравшийся до Кашгара Рерих, был Думпис, они проговорили много часов. Предполагается, что именно через Думписа Рерих передал своё знаменитое письмо Чичерину.

Автор книги о Рерихе в серии ЖЗЛ Максим Дубаев прямо связывает отставку Думписа с деятельностью экспедиции: 
«Однако генерал-губернатор китайской провинции Синьцзян был не так прост, как казалось на первый взгляд. Получив от англичан сведения о якобы антикитайской деятельности Рерихов, он приказал выслать с территории Синьцзяна тех иностранцев, которые помогали Н. К. Рериху и его экспедиции. Первым в этом списке, конечно, стоял советский консул в Кашгаре М. Ф. Думпис, он действительно сумел помочь Рерихам покинуть Хотан и оказаться в Урумчи».
В 1928 году после Кашгара М. Ф. Думпис покидает дипломатическое поприще, и в 1928 г. работает в секции водного хозяйства Госплана СССР. В это же время он неожиданно для многих поступает в Московскую горную академию, а после её разделения на шесть самостоятельных вузов заканчивает экстерном в 1932 году геофизический факультет МГРИ, после чего остаётся там же на преподавательской работе. Впрочем, ещё в октябре 1931 года М. Ф. Думпис был назначен председателем Методического бюро и заместителем декана геофизического факультета. Деканом (и создателем) геофизического факультета МГРИ тогда был научный руководитель М. Ф. Думписа Александр Игнатьевич Заборовский.
В 1932 году М. Ф. Думпис принимает участие в легендарной I Всесоюзной геофизической конференции, выступает там с докладом в прениях. В конце этого же года руководит комплексной экспедицией физических методов разведки в Якутии. В 1933—1935 гг. работал в Главном геологоразведочном управлении Наркомата тяжёлой промышленности. С декабря 1936 по март 1937 года исполнял обязанности ректора Московского горного института (сегодня – Горный институт НИТУ «МИСиС»). С июля 1937 года исполнял обязанности научного сотрудника АН СССР «с месячным испытательным сроком», через год стал уже старшим научным сотрудником АН СССР по Группе технической физики.
В конце ноября 1937 года арестованный в группе офицеров советской разведки во главе с Яном Карловичем Берзиным и Оскаром Ансовичем Стиггой Груздуп Вольдемар Христофорович заявил об участии М. Ф. Думписа в шпионско-фашистско-латышской организации. М. Ф. Думпис был арестован в ночь с 23 на 24 декабря 1937 года. Через два месяца, 19 февраля 1938 года, признан виновным в шпионаже и участии в антисоветской террористической организации, расстрелян в тот же день на подмосковном полигоне «Коммунарка»
Реабилитирован ВК ВС 5 мая 1956.

## Избранные труды
- Думбис. Айсоры. Новый Восток. 1923 г. № 3. С. 67-77.
- Думпеис M. Северная Персия: Курды // Колониальный Восток : Соц.-экон. очерки / Под ред. А.Султан-Заде. — [М.] : Новая Москва, 1924. С. 327—344
- Думпис М. Ф. Техническое состояние буровых и горных работ // Геолого-геодезическая изученность СССР и его минерально-сырьевая база : [Сборник статей] / [Предисл.: И. М. Губкин]. — Москва ; Ленинград : Гл. ред. геол.-развед. и геодез. лит., 1935.

## Признание
Приказом РВСР № 68 комбриг 170 бригады 57 стрелковой дивизии М. Ф. Думпис был награждён орденом Красного Знамени.